# Laan van Spartaan
Laan van Spartaan è un quartiere dello stadsdeel di Amsterdam-West, nella città di Amsterdam.